# Osorkon II

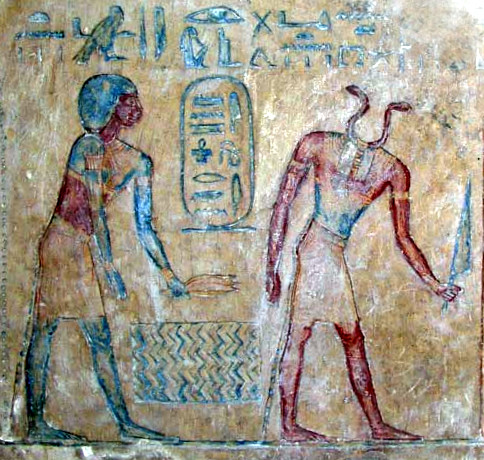
Relleu en un cartutx en la tomba d'Osorkon II

Osorkon II fou el segon faraó amb aquest nom de la dinastia XXII. Era fill de Thekeleth I i de la reina Shepes, i segons la llista de Manetó, regnà durant vint-i-nou anys.
Aquest faraó no emprengué guerres importants i emprà les seves energies en construir nous edificis i en arranjar els antics. En les excavacions empreses durant durant els anys 1887 i 1889 per Édouard Naville, posà al descobert el famós temple dedicat per Osorkon I a la deessa Bastet, que si en temps anteriors no passava de la categoria d'una obscura divinitat local, quan Bubastis es constituí en la capital política de l'Imperi egipci assolí un gran renom. A la veritat, Osorkon I no feu tots els fonaments d'aquest temple, perquè es limità a servar l'existent i afegir-li una nova sala, no concloent l'edifici per manca de temps o per carència de recursos, labor de la qual fou objecte de sol·lícita cura Osorkon II, que aixecà el celebèrrim Saló de festes. Aquest saló medi 80x112 peus, i fou construït junt al santuari de l'antic temple existent ja en l'època de Pepi I.
No es coneix la divinitat a la qual es dedicà el temple dels faraons de la VI i XI dinasties, però quan dominaren els hicsos el déu Seth aquí fou adorat amb molt de fervor. Ramses II el reparà, però ja per un terratrèmol, ja per l'enveja dels enemics, la construcció estava mig arruïnada, estat el qual durà mentre dominà la dinastia tanita. Osorkon I i feu algunes obres, però fou Osorkon II el que construí el notable Saló de festes i potser, millor, de la festa sed, donà una importància suprema al santuari. La gran festa que celebrà el faraó, l'origen de la qual era molt antic, estava relacionada amb el déu Amon i es portà a terme en el primer dia del mes de Khoiak. En les escenes i inscripcions que apareixen en els pilons si detallen les principals escenes de la solemnitat. Alts oficials i sacerdots de tots els grans santuaris d'Egipte estaven presents en les cerimònies la qual finalitat era l'exaltació i la deïficació del rei, suposant-se, a més, que tots els déus i deesses egipcis assistien a l'acte i dirigien lloances i amables i paraules a Osorkon II.

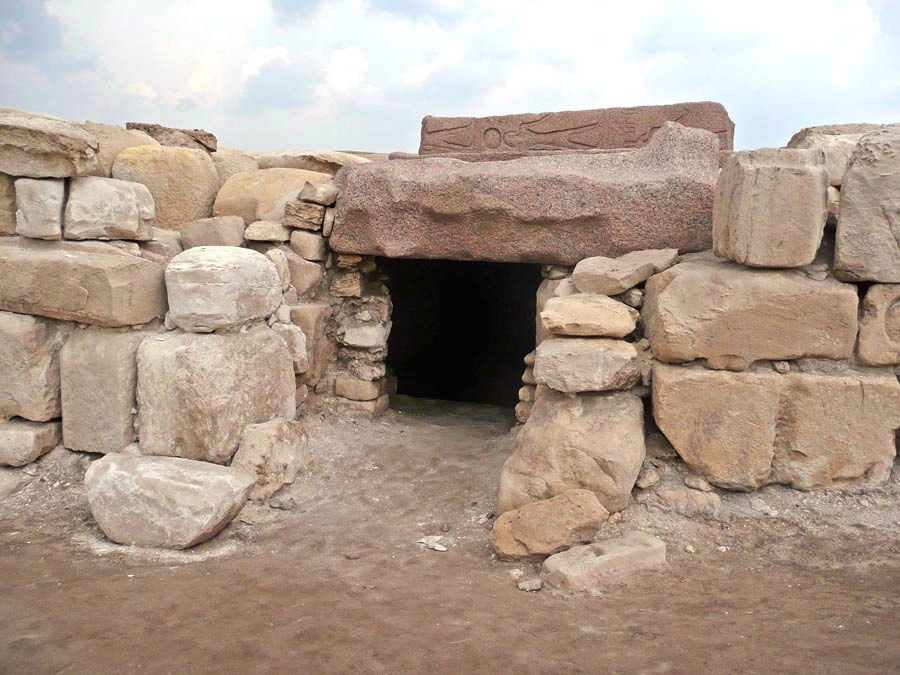
Entrada a la tomba d'Orsokon II, a Tanis

## Dominis d'Osorkon II
Els texts declaren que el faraó tenia sota els seus peus les comarques del Nord i del Sud de Síria i que les tribus abans de Núbia estaven representades per 12 homes que ensumaven la terra (en posició humiliant, perquè tenien la cara enganxada a terra) i oferien al poderós Osorkon el seu tribut. Osorkon II aixecà bonics edificis a Tanis a Heroòpolis, abans Tell el-Maskhuta, i reparà part del temple d'Ammon a Karnak, doncs ací si trobà gravat el seu nom. El 1896 Daressy descobrí una inscripció de 51 línies en una paret del racó Nord-oest de la sala hipòstila d'Amenofis III a Luxor, que exlica com el tercer any del regnat d'Osorkon II s'esdevingué una terrible inundació, que fou tan important per entrar al temple els sacerdots hagueren de travessar el clot amb aigua fins als genolls. Una inscripció trobada en el temple d'Ammon a Tebes marca l'alçada de l'anterior inundació, i per aquesta se sap que representa la major avinguda del Nil.